# Båtsberg
Båtsberg är en by i Gödestads socken i Hallands län och ligger cirka 7 kilometer öster om Varberg.
Båtsberg omfattade i samband med skattläggningen 1645 då Halland övergick till Sverige 3 mantal frälse. I Båtberg har en av Västsveriges äldsta daterade byggnader, ett hus från tidigneolitikum påträffats.